# محوطه کاسه کران ۶
محوطه کاسه کران ۶ مربوط به دوره ساسانیان است و در شهرستان گیلانغرب، بخش مرکزی، دهستان چله، شمال غربی روستای کاسه کران واقع شده و این اثر در تاریخ ۱۸ اسفند ۱۳۸۷ با شمارهٔ ثبت ۲۴۸۴۱ به‌عنوان یکی از آثار ملی ایران به ثبت رسیده است.